# Олексій Бяконт
Митрополит Олексі́й (у миру Єлевферій Федорович Бяконт; ? — 12 лютого 1378) — Митрополит Київський і всієї Русі у Московському князівстві. За російськими джерелами — святитель.

## Біографія
Олексій народився наприкінці XIII століття (між 1292 й 1300 роками) у Москві в родині чернігівського боярина Федора Бяконта.
На 20-му році життя пішов у московський Богоявленський монастир і в 1320 році, перебуваючи під керівництвом старця Геронтія, прийняв чернецтво з ім'ям Олексій.
1340 року митрополит Феогност благословив його жити при своєму святительському дворі та завідувати судовими справами Церкви. 6 грудня 1352 року митрополитом Феогностом Олексій був возведений у сан єпископа Владимирського і Суздальського, а 1354 року патріархом Філофеєм затверджений «архієпископом Києва й великої Русі з титулом всечесного митрополита й екзарха».
З часу возведення Олексія в сан митрополита розпочалася його діяльність у відновленні церков та монастирів. 1361 року були відновлені монастирі: Чудов, Спасо-Андроніков й Олексіїв у Москві; в 1362 — Симонів, Серпухівський, Володарний за Москвою; у 1365 році — Костянтинів поблизу Владимира, Благовіщенський у Нижньому Новгороді.
Був добрим пастирем і діяльним патріотом Московії, розумівся на канонах, церковних та цивільних законах. Йому довелося вести напружену боротьбу за єдність Церкви. Завдяки своїй наполегливості, енергії й твердості характеру в поєднанні з інтелектом та освітою він зміг піднести архіпастирську владу на небувалу висоту. Покликаний волею Божою до керування справами церковними і державними, він як першоієрарх завжди залишався першомолитвенником за православних людей, церковним пастирем, людиною бездоганного чернечо-подвижницького життя. Духовно-моральний світ святителя розкривається з його повчань: до Нижегородської пастви та до всіх християн.
Після смерті Великого князя Івана II Красного став опікуном його малолітнього сина Дмитра. У турботі за батьківщину святитель виявив мудрість, миротворчість, строгість і водночас обережність та обдуманість.
Ризикуючи власним життям, він двічі їздив у Золоту Орду. Під час однієї з таких подорожей відкрився дивовижний дар святителя Олексія, коли він після молитви до Бога зцілив дружину хана Чанибека Тань дулу. Вдруге він їздив до грізного хана із клопотанням за всю Руську землю. Лагідною й розумною бесідою він приборкав лють хана і вдало повернувся на батьківщину, несучи мир співвітчизникам.
Згідно з іншими джерелами, перед своєю смертю відслужив Божественну літургію і причастився Святих Таїн, потім, побажавши всім миру й любові, мирно віддав Господу свою душу.
Помер митрополит Олексій мирно, безболісно 12 лютого 1378 року в Чудовому монастирі. Літопис повідомляє, що він відчув наближення кончини, покликав свого духовного сина князя Дмитра Івановича, благословив його і заповів покласти своє тіло не в церкві, а біля вівтаря. 20 травня 1431 року в обителі обвалилася церква, в якій був похований. Каміння пошкодило труну, в якій і знайшли нетлінні мощі святителя.